# Ngorongoro (huyện)
Ngorongoro là một huyện thuộc vùng Arusha, Tanzania. Thủ phủ của huyện Ngorongoro đóng tại Ngorongoro. Huyện Ngorongoro có diện tích 13460 ki lô mét vuông. Đến thời điểm điều tra dân số ngày 25 tháng 8 năm 2002, huyện Ngorongoro có dân số 129362 người.